# Bitva u Cassana
Bitva u Cassana představuje významnou bitvu z období válek o dědictví španělské na italském válčišti a jedinou významnou bitvu, kterou kdy Evžen Savojský zřetelně prohrál.
Evžen Savojský započal rok 1705 v Itálii ve velkém stylu - zcela rozdrtil španělská vojska vedená generálem Toralbou, aby vzápětí zahájil obratné manévry mezi dvěma silnými francouzskými armádami vedenými vévodou z Vendôme a jeho bratrem velkopřevorem. Princ samozřejmě inklinoval k tomu, střetnout se s nepřáteli odděleně a jako první upřednostňoval likvidaci velkopřevora, jehož armáda byla menší než Evženova a jehož válečnické schopnosti byly zřetelně slabší. Velké problémy však Evženovi způsobovala rozvodněná řeka Adda, přičemž Francouzi dávali zřetelně najevo, že si počkají, až se ji pokusí přejít.
Evžen, jehož elitní ženisté utrpěli strašlivé ztráty při pokusu přejít řeku Addu u Paradissa (zamaskované francouzské baterie si počkaly, až začnou stavět pontonový most, a pak je zmasakrovaly), se rozhodl za pomoci několika menších jednotek předstírat, že se nadále vyskytuje u Paradissa a rychlým pochodem vyrazil na sever k Lodi. Brzy však zjistil, že velkopřevor překročil řeku Addu u Cassana a nyní si vcelku bezstarostně a jen lehce opevněn rozbil ležení u velkého mostu přes řeku. Nabízela se zde možnost rozdrtit početně slabšího protivníka a navíc získat enormně důležitý most. Evžen, který věřil, že obelstěný vévoda z Vendôme se stále nachází Paradissa, se logicky rozhodl velkopřevora vyřídit. Toto rozhodnutí se však ukázalo být tragickým omylem.
Vévoda sice obvykle na Evženovy triky docela ochotně bral, tentokráte ale lest prohlédl a když se navíc dozvěděl o lehkomyslném počínání bratrově, bylo mu ihned okamžitě jasné, co se stane. I on nechal část svých jednotek u Paradissa, aby přesvědčil jednotky předstírající přítomnost rakouského vojska, že jsou i nadále úspěšné, zbytku pěchoty nařídil vyrazit co nejrychleji podél řeky a sám v čele svých elitních jízdních jednotek vyrazil napřed. Do bratrova ležení dorazil v noci z 15. na 16. srpna a začal činit urychlené přípravy k boji. Když Evžen dorazil na místo, bylo francouzské předmostí silně opevněno a velel mu schopnější z obou bratrů. Evžen už ani zdaleka neměl tak zřetelnou převahu a nové přicházející francouzské jednotky znamenaly, že již brzy budou mít zřetelnou převahu Francouzi.
Evžen Savojský ovšem většinu těchto informací neměl k dispozici a rozhodl se zaútočit. V následující zuřivé bitvě prolomil dvě ze tří hlavních linií francouzské obrany a téměř se mu podařilo předmostí rozbít, ale útok nakonec selhal a čerstvé francouzské jednotky překročivší řeku jej přinutily k ústupu. Nutno říci, že na tomto výsledku se hodně podepsala i příroda - rozvodněné kanály zásadním způsobem zpomalily postup pruských jednotek Leopolda I. Anhaltsko-Desavského, pohybujících se na levém křídle, takže nemohly včas podpořit hlavní úder.
Bitvu prohlásily obě strany za vítězství, ale skutečnost se zdá být zřejmá - Evžen Savojský nedosáhl svého cíle a musel se stáhnout z bojiště. Patrně měl i výrazně větší ztráty, byť přesně je nejde dost dobře vyčíslit a hlášení obou velitelů svým panovníkům se shodovala pouze v tom, že jde o vítězství a nepřítel měl strašlivé ztráty. Co však rozhodně nelze zpochybnit, byly strašlivé ztráty mezi Evženovými polními veliteli, mezi jinými padli generál Leiningen, princ Josef Lotrinský, polní zbrojmistr Bibra a zraněn byl Leopold Anhaltsko-Desavský. Evženovi bylo upřeno překročit Addu a uvolnit pomalu obkličovaný Turín. Viktor Amadeus II. musel na pomoc ze strany svých spojenců počkat na další rok.